# امریکن استیتس واتر
امریکن استیتس واتر (انگلیسی: American States Water) شرکت آب آمریکایی است، که در سال ۱۹۲۹ تأسیس شد.